# الهوب (المخادر)

تعديل مصدري - تعديل

الهوب هي إحدى قرى عزلة بني سرحة بمديرية المخادر التابعة لمحافظة إب، بلغ تعداد سكانها 772 نسمة حسب تعداد اليمن لعام 2004.